# ニジンスキー〜奇跡の舞神〜
『ニジンスキー〜奇跡の舞神〜』は、宝塚歌劇団雪組で上演されたミュージカル作品。2011年4月28日から5月8日に宝塚バウホール、同年5月13日から5月19日に日本青年館で上演された。作・演出は原田諒。主演は早霧せいな、愛加あゆ。

## 概説
早霧せいな単独初主演による宝塚バウホール・日本青年館公演の作品。
ダンサーの小林十市が振付を担当。劇中の『シェヘラザード』『牧神の午後』の振付はオリジナルではなく、この公演のために振付けられた小林のオリジナルである（バクストがデザインした『シェヘラザード』『牧神の午後』の衣裳は、肌を露出できない女性が演じる男役に用いることができないため、全くのオリジナルデザインとなった）。
宝塚歌劇団の作品には極めて珍しく、男性同士の恋愛を扱った作品である。過去にも『誠の群像 -新選組流亡記-』『睡れる月』『ルードヴィヒII世』などにも男性同士の恋愛が取りあげられた前例はあるものの、同性愛が異性愛と同列に扱われるのは初となった。
伝説のバレエダンサー、ヴァーツラフ・ニジンスキーと、その愛人セルゲイ・ディアギレフとの確執と愛憎、ニジンスキーの妻ロモラとの夫婦愛を描く。
実際のロモラは、婚姻前には夫と話す言語が異なるために、ほとんど言葉が通じなかった。そのため、意思疎通の出来ない2人の結婚は非常に唐突で謎とされている。婚姻後のロモラはニジンスキーの入院中に恋人をつくって同棲するなど悪妻として描かれているが、本作では誠実なヒロインとして描かれている。

## 主な配役
- ヴァーツラフ・ニジンスキー：早霧せいな
バレエ・リュスのトップダンサー。
- セルゲイ・ディアギレフ：緒月遠麻
バレエ・リュスの主催者。ニジンスキーの愛人。
- ロモラ・ド・プルツキー：愛加あゆ
ニジンスキーの妻。
- レオン・バクスト：磯野千尋
バレエ・リュスの美術担当。
- タマラ・カルサヴィナ：五峰亜季
バレエ・リュスのプリマ・バレリーナ。数々の作品でニジンスキーと共演した。
- ミハイル・フォーキン：大凪真生
『火の鳥』『ペトルーシュカ』など、バレエ・リュスの代表作を振付けた振付家。
- アドルフ・ボルム：大湖せしる
ニジンスキーのライバル。
- イゴール・ストラヴィンスキー：蓮城まこと
『春の祭典』をはじめとするバレエ・リュスの代表作を作曲した20世紀を代表する作曲家。
- マリー・ランバート：彩凪翔
ニジンスキーの振付助手。ニジンスキーを慕う。
- レオニード・マシーン：真那春人
ディアギレフの愛人の一人。ダンサー兼振付家。後に女性と駆け落ちしてディアギレフを捨てる。
- ガンズブルク男爵：帆風成海
バレエ界のパトロンの一人。
- リポン侯爵夫人：麻樹ゆめみ
- エミリー・マルクス：涼花リサ
- ポーラ：早花まこ
- マルセル：香音有希
- ヴェラ：千風カレン
- シモン：透真かずき
- ジョゼット：透水さらさ